# Church of the Ascension (Manhattan)
Die Church of the Ascension ist eine anglikanische Kirche, die zur Episcopal Diocese of New York gehört. Sie befindet sich an der Fifth Avenue 36–38 und der West 10th Street im Stadtteil Greenwich Village in Manhattan (New York City). Das neugotische Gebäude wurde vom Architekten Richard Upjohn entworfen und 1840/41 errichtet als die erste Kirche an der Fifth Avenue.:55 Der Innenraum wurde von 1885 bis 1888 von Stanford White umgestaltet.:55
Das Pfarrhaus der Kirche befindet sich an der West 11th Street 12 zwischen der Fifth Avenue und der Avenue of the Americas (Sixth Avenue). Es wurde ursprünglich 1844 als Wohnhaus errichtet und in den Jahren 1888/89 von den Architekten McKim, Mead, and White im Stil der Neorenaissance umgestaltet.:55
1987 erhielt die Kirche den Status einer National Historic Landmark. Die Kirche und das Pfarrhaus gehören zum Greenwich Village Historic District, der 1969 von der Landmarks Preservation Commission unter Denkmalschutz gestellt wurde.:145–146

## Geschichte
Die Pfarrei wurde 1827 begründet. Ihre erste Kirche, die sich an der Nordseite der Canal Street östlich des Broadway befand, war eine der wenigen Kirchen des Greek-Revival-Stils in New York City. Sie wurde 1828/29 vom Architektenbüro Town & Thompson erbaut, einer Partnerschaft zwischen Ithiel Town und Martin Euclid Thompson. Das Gebäude wurde 1839 durch Brand zerstört, was die Pfarrei dazu brachte, sich in dem heutigen Gebäude niederzulassen. Vor der Fertigstellung der neuen Kirche nutzte die Gemeinde mehrere Häuser für den Gottesdienst.
Kurz nach der Eröffnung der neuen Kirche am 26. Juni 1844 heiratete dort Julia Gardiner den US-Präsidenten John Tyler. Da Gardiner viel jünger war als Tyler, wurde das Paar von John Quincy Adams als die „Witzfigur der Stadt“ bezeichnet.
1865 gründete die Pfarrei eine Missionskirche an der West 43rd Street 249, die ursprünglich Chapel of the Shepherd’s Flock und später Ascension Memorial Chapel benannt wurde. Ein Heiligtum wurde dort im Jahre 1895 errichtet und wurde „die kleine Steinkirche am Times Square“ (The Little Brick Church in Times Square) benannt.
Als Antwort auf den 1929er Krach an der Wall Street ließ der Pfarrer Donald Bradschaw Aldrich die Türen der Kirche Tag und Nacht offen als Einladung zum Gebet und zur Meditation. Die Kirche wurde deswegen als die „Kirche der offenen Türen“ (The Church of Open Doors) bezeichnet und zog noch in den 1960er Jahren etwa 30.000 Besucher an. Obwohl die Kirche heute nicht mehr ständig offen ist, werden nachts die bunten Kirchenfenster beleuchtet.:145–146

## Architektur
Richard Upjohns Entwurf für die Church of the Ascension ist eng verwandt mit seinen Entwürfen für die Trinity Church, die früher ab 1839 errichtet wurde,:11 und die spätere Christ Church in Brooklyn.:55:621 Die Church of the Ascension wurde symmetrisch aufgebaut mit rötlich braunem Sandstein. Sie hat einen viereckigen Turm.:55
Der von Stanford White entworfene Innenraum wurde als „eine der besten kollaborativen Leistungen der Zeit“ bezeichnet. Die Kanzel und die Mosaiken wurden von Charles Follen McKim und D. Maitland Armstrong geschaffen. Das Altarretabel aus Marmor wurde von Louis Saint-Gaudens, dem Bruder von Augustus Saint-Gaudens, hergestellt. John La Farge schuf mehrere Fenster sowie das Altarwandbild The Ascension mit Dimensionen 9,1 × 11 Metern. Das Bild gilt als eines seiner besten Werke.:55:145–146
Das Pfarrhaus wurde von McKim, Mead, and White im Stil der Neorenaissance umgesetzt mit gelbem Backstein und Flaschenglasfenstern.:55

## Musik
Seit ihre Errichtung in den Jahren 1840/41 hatte die Kirche mehrere Orgeln. Die heutige Orgel ist die Manton Memorial Organ, die am 1. Mai 2011 eingeweiht wurde. Sie wurde von Pascal Quoirin von Saint-Didier in der Provence (Südfrankreich) gebaut. Sie ist die erste Orgel aus Frankreich, die in New York City installiert wurde. Sie ersetzte die frühere Orgel, die 1966 von der Holtkamp Organ Company hergestellt wurde. Die Dispositionen aller Orgeln der Church of the Ascension stehen auf der Webseite der New York City Chapter der American Guild of Organists.

## Bilder

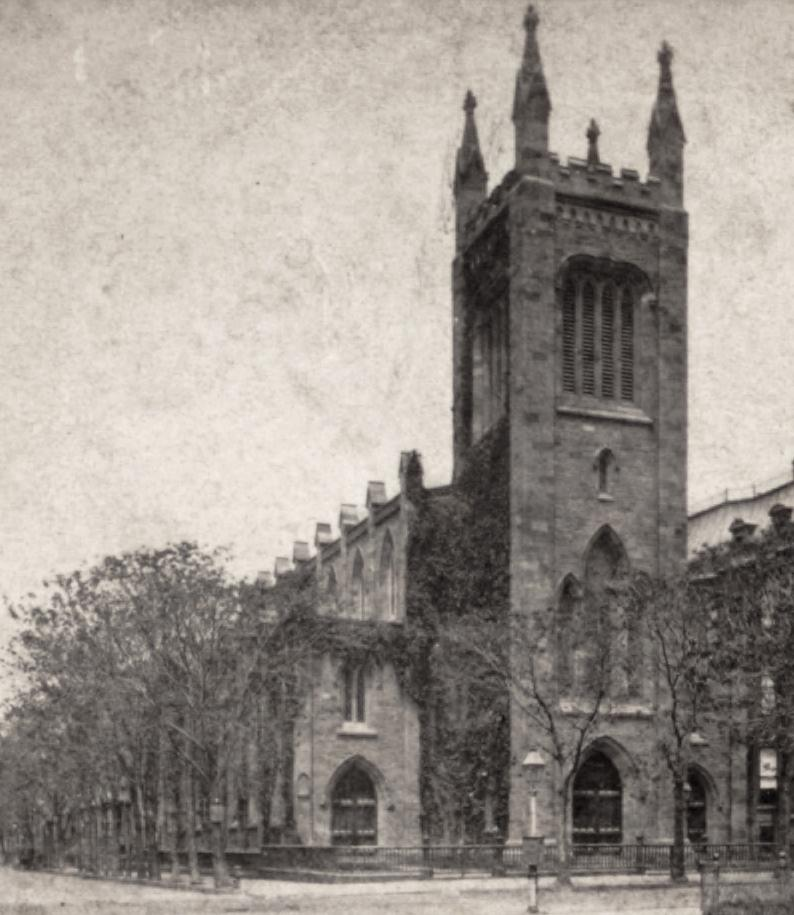
Die Kirche am Ende des 19. Jahrhunderts
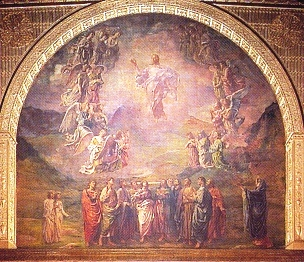
The Ascension, Altarwandbild von John LaFarge (1835–1910)
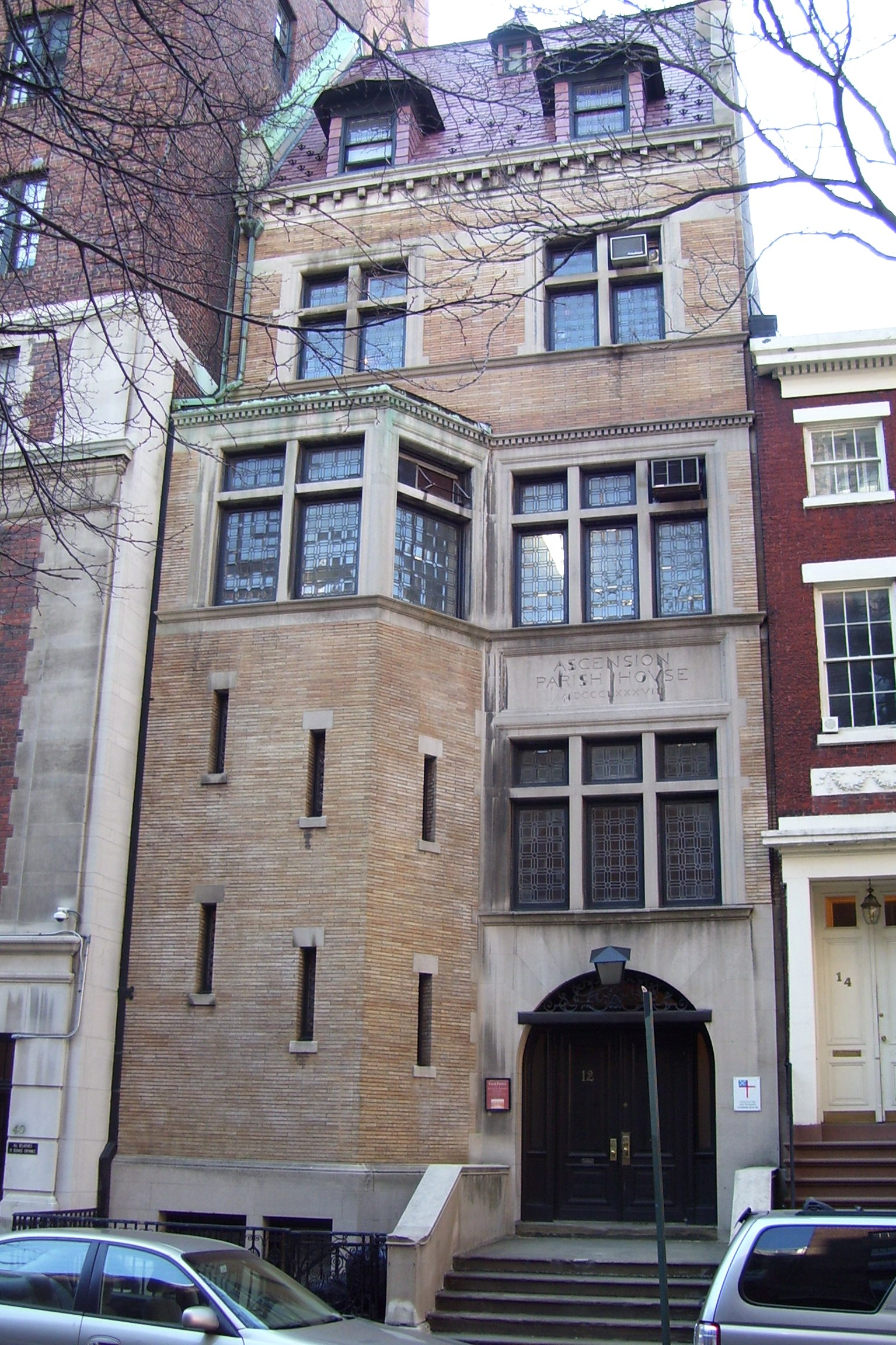
Das Pfarrhaus (1843–44), das 1888/89 von McKim, Mead & White umgestaltet wurde
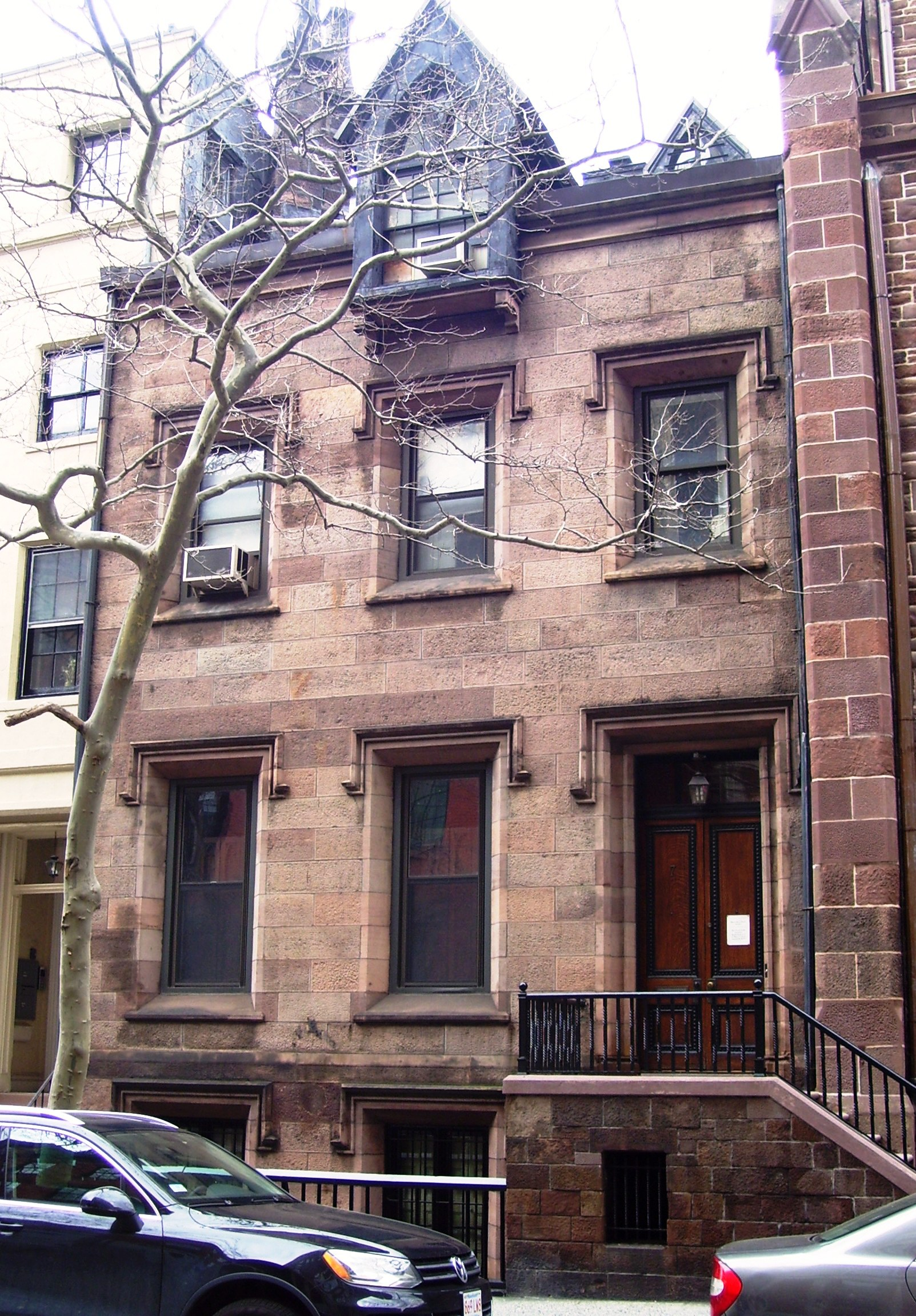
Die Pfarrwohnung (1839–41)[6]:145–146